# Michel Coenraets
Pour les articles homonymes, voir Coenraets.
Michel Coenraets, né le 26 septembre 1932 à Rosières, est un homme d'affaires et un homme politique belge, membre du cdH.
Ingénieur industriel de l'ECAM (Institut Supérieur Industriel Bruxelles).

## Entreprises
Michel Coenraets naît à Rosières le 26 septembre 1932 et fréquente divers établissements scolaires à Wavre puis Bruxelles. Après une année préparatoire, il obtient son diplôme d'ingénieur industriel de l'École centrale des Arts et Métiers de Bruxelles. Fin des années 1950, il travaille au sein d'une entreprise de peintures au Congo, puis quelques mois à la Sabena.

### Carrière d'entrepreneur
En 1961, il lance sa première société, Coenraets SA - Portomatic, à travers laquelle il crée la première porte automatique (pneumatique avec freinage hydraulique pour supermarchés, aéroports, ambassades. À la suite de cela, en 1964, il crée la première porte overhead industrielle. En 1968, la société compte 125 employés.
En 1969, il crée à Bierges Automatic Systems, société spécialisée dans la fabrication d’équipements de  contrôle d’accès automatisés pour piétons et véhicules. Coenraets développe l'entreprise pendant plus de trente ans. À sa retraite, elle compte plus de 285 personnes. Elle fait maintenant partie du groupe français Bolloré.
En 2002, il développe et industrialise, pour sa nouvelle société BelRobotics, des robots tondeuses électriques pour grandes et moyennes surfaces, : Bigmow pour 2 ha (2004), Parcmow pour 1 ha (2006), Greenmow pour 50 ares (2008).
En 2012, il lance le CreActivCenter, qui est un espace d'accueil pour entrepreneurs belges et étrangers, dans le zoning de Wavre-Nord.

### Carrière politique
Michel Coenraets a été conseiller de la commune de Rosières (1964), échevin de la jeunesse, de la culture et de l'information (1977-82), échevin des finances (1982-1988), 
bourgmestre de Rixensart (1992) et sénateur (1994) PSC (Parti Social Chrétien, devenu depuis CDH (Centre Démocrate Humaniste).
De 1987 à 1990, il est président de l'Union Wallonne des Entreprises (UWE). On lui doit, entre autres, le lancement du mensuel Dynamisme Wallon.
Il annonce son retrait de la politique en 2001 mais revient finalement en 2006 et est réélu en tant que conseiller communal jusqu'en 2012. En octobre 2018 il se présente à nouveau sur la liste Proximité

## Reconnaissances publiques
- Prix du design (Automatic System)
- Prix du design (BelRobotics)
- Oscar à l'exportation (Automatic System) (1986)[4]
- Royal Award à l'exportation (Automatic System) (2000)[4]
- 2x nommé au titre de Manager de l'année (Automatic System)
- Prix de l'innovation technologique (BelRobotics)
- Prix belge de l'énergie et de l'environnement (BelRobotics)
- Prix spécial de l’UCM (récompensant un entrepreneur actif dans la vie économique locale)